# JR East série E127
La série E127 (E127系, E127-kei) est un type de rame automotrice électrique exploitée par la compagnie JR East et la compagnie Echigo Tokimeki Railway (sous le nom de série ET127).

## Description
La série E127 est basée sur la série 209 et elle a été fabriquée par les constructeurs Kawasaki Heavy Industries et Tokyu Car Corporation, ainsi que la JR East. Il existe deux sous-séries : la sous-série E127-0 dont la plupart des rames appartiennent depuis 2015 à la compagnie Echigo Tokimeki Railway sous le nom ET127, et la sous-série E127-100 qui a une face avant différente, basée sur la série 701. 25 exemplaires ont été construits au total.

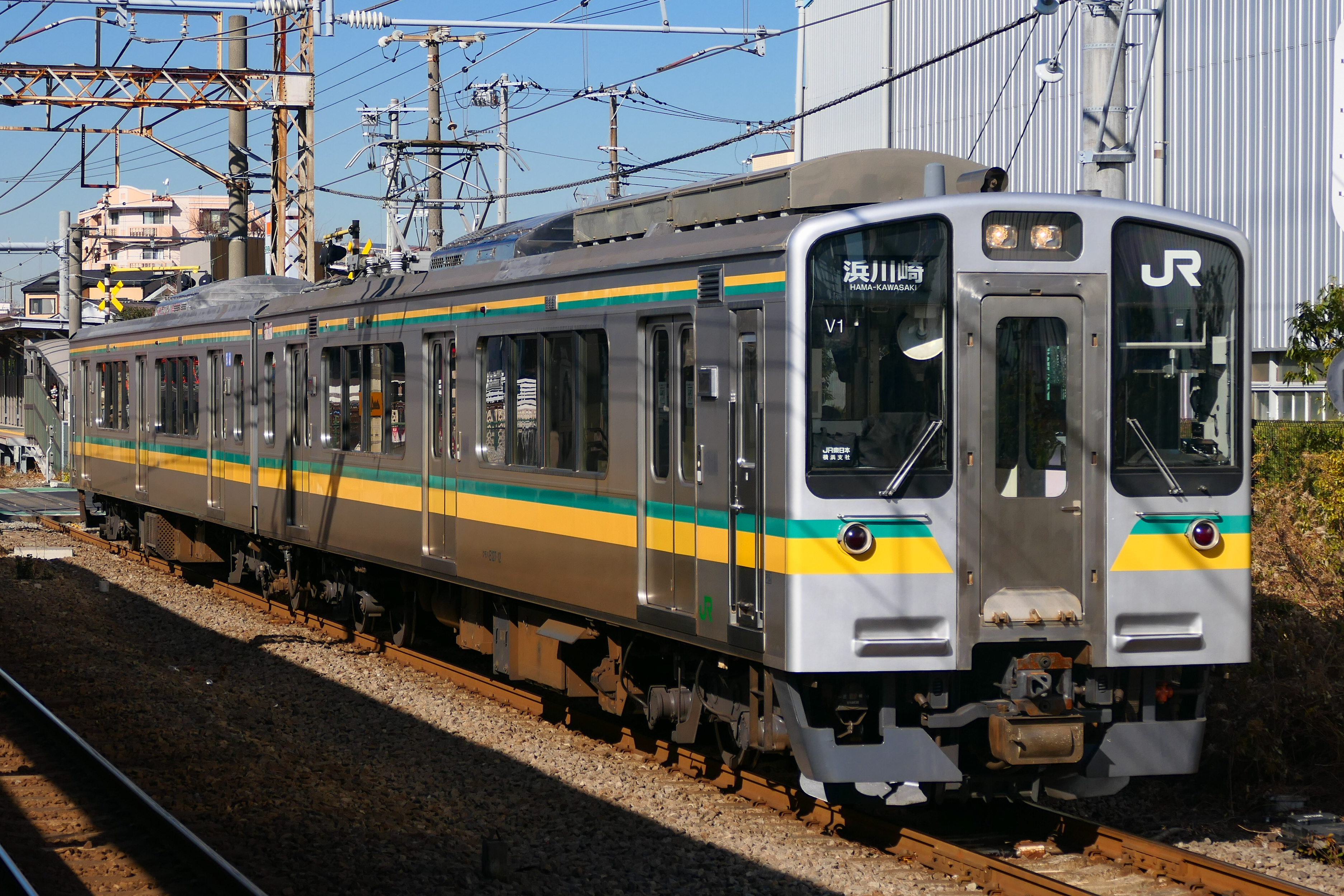
Série E127-0.
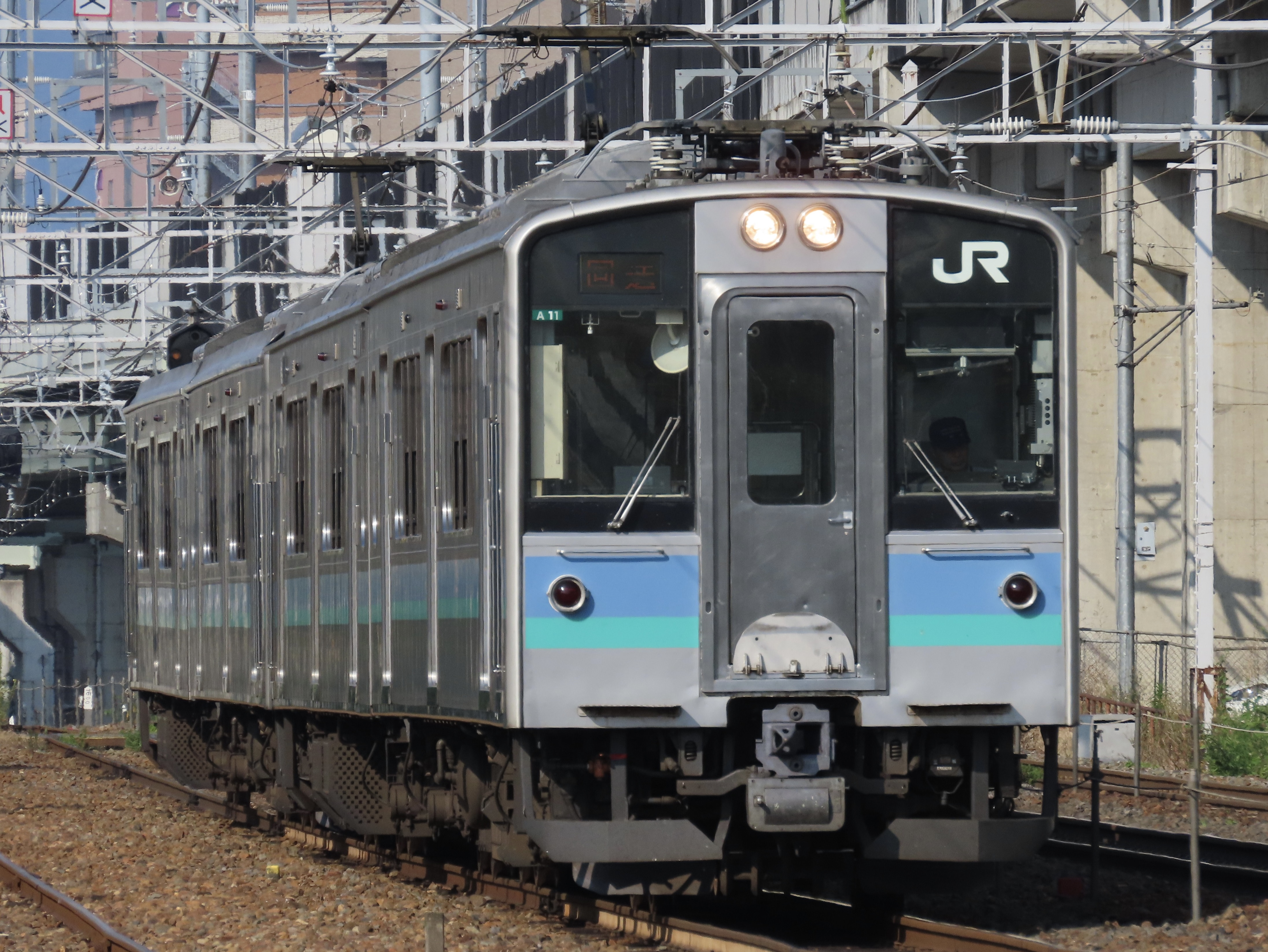
Série E127-100.
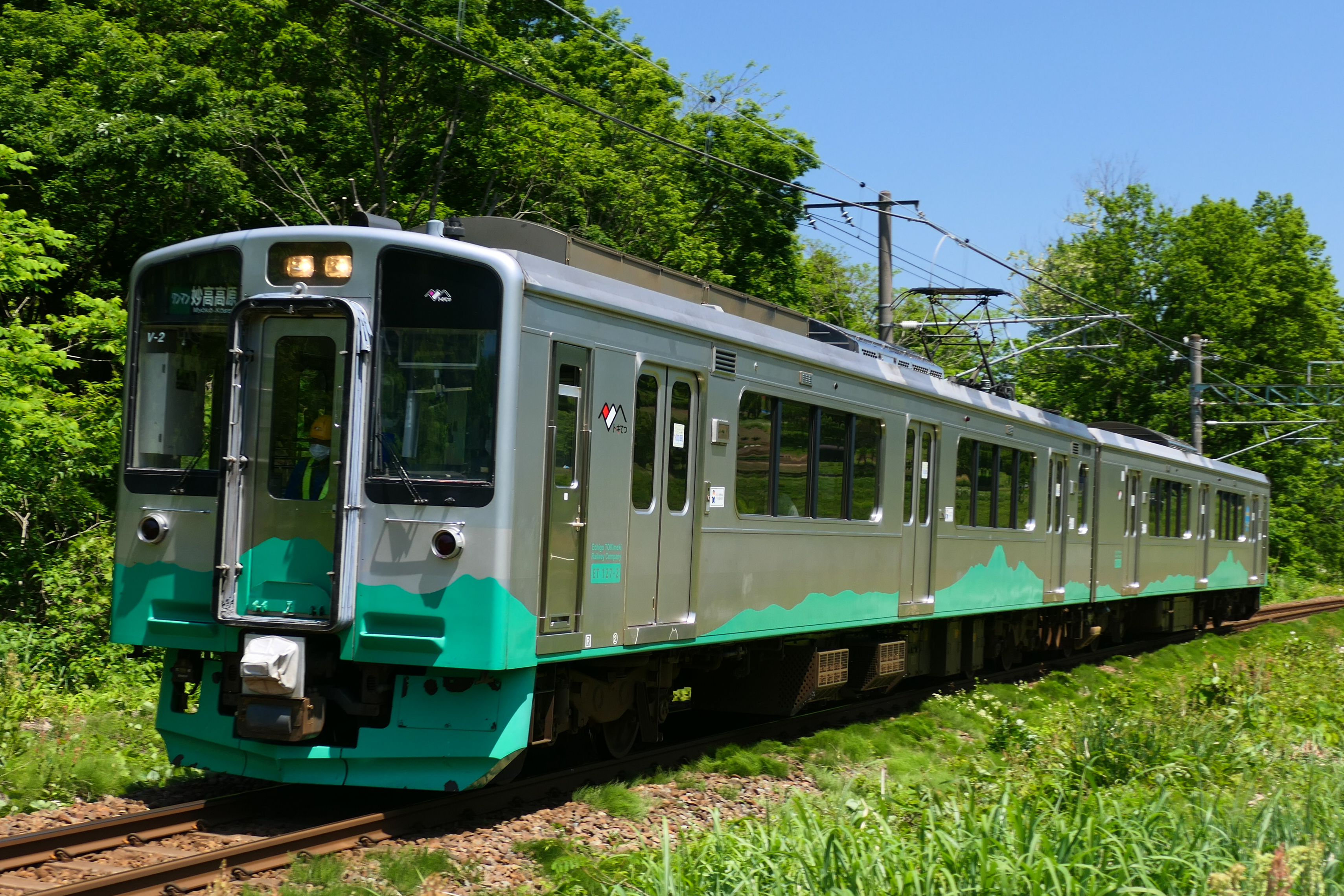
Série ET127.

L'espace voyageurs se compose de banquettes longitudinales et de sièges transversaux. Chaque rame est équipée de toilettes universelles.

## Histoire
Les premières rames de la série E127 ont été introduites le 8 mai 1995.

## Affectation
En 2024, les trains de la série E127 circulent sur les lignes suivantes :
- Ligne Nambu (Shitte - Hama-Kawasaki)
- Ligne Ōito (Matsumoto - Minami-Otari)
- Ligne principale Shin'etsu (Nagano – Shinonoi)
- Ligne Shinonoi (Shinonoi – Shiojiri)
- Ligne principale Chūō (Shiojiri – Kobuchizawa)

Les trains de la série ET127 circulent sur les lignes suivantes :
- Ligne Myōkō Haneuma (Myōkō-Kōgen – Naoetsu)
- Ligne principale Shin'etsu (Naoetsu – Nagaoka)

## Galerie photos

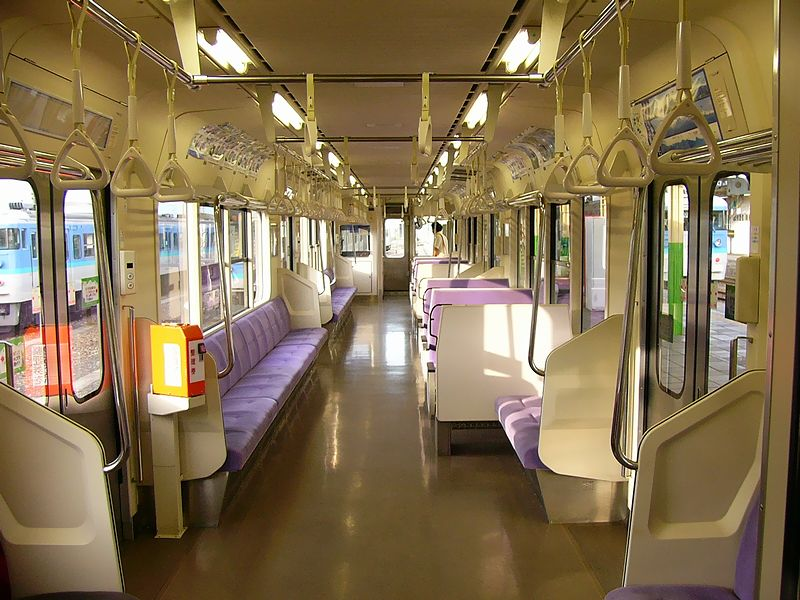
Espace voyageurs.
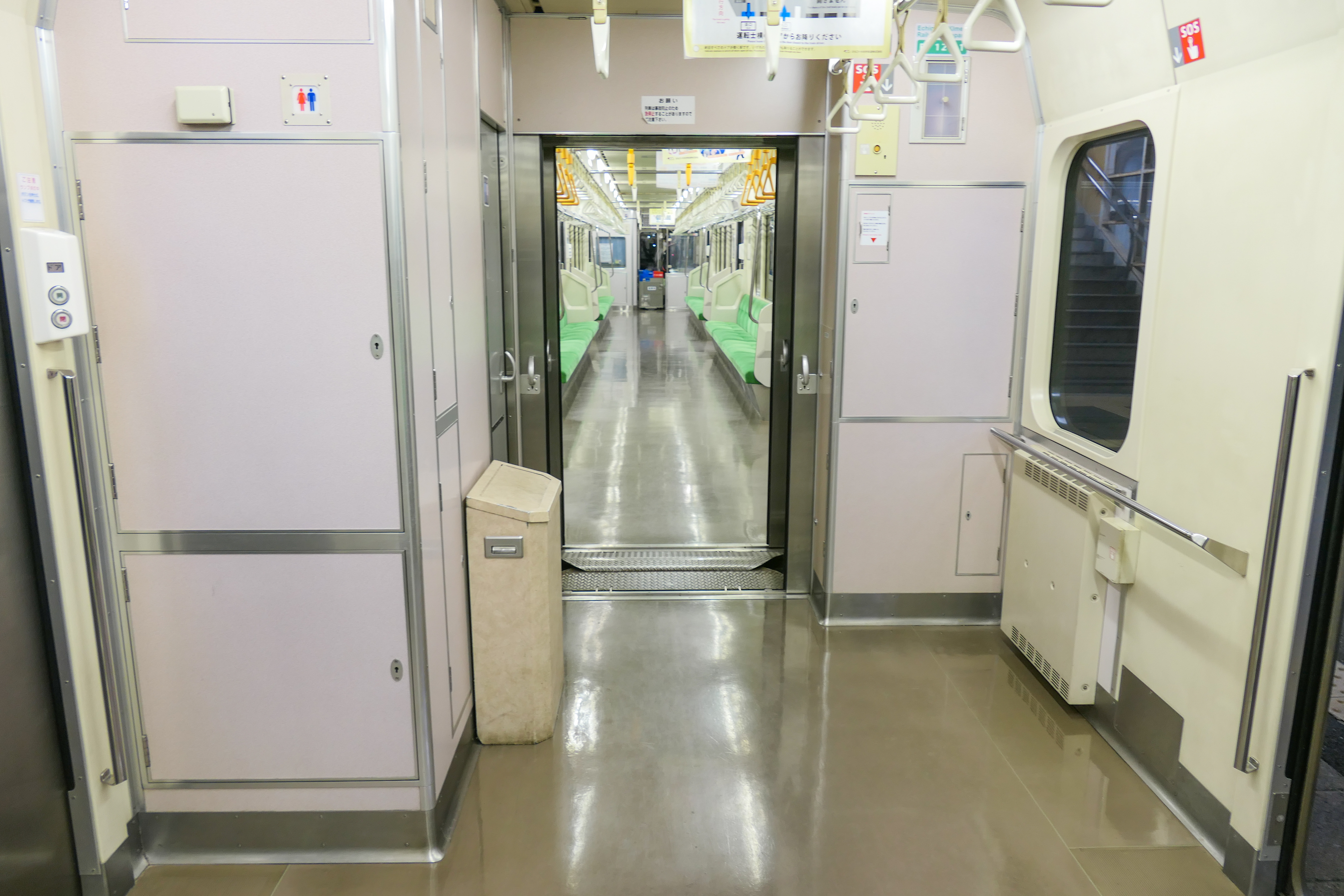
Espace toillettes.
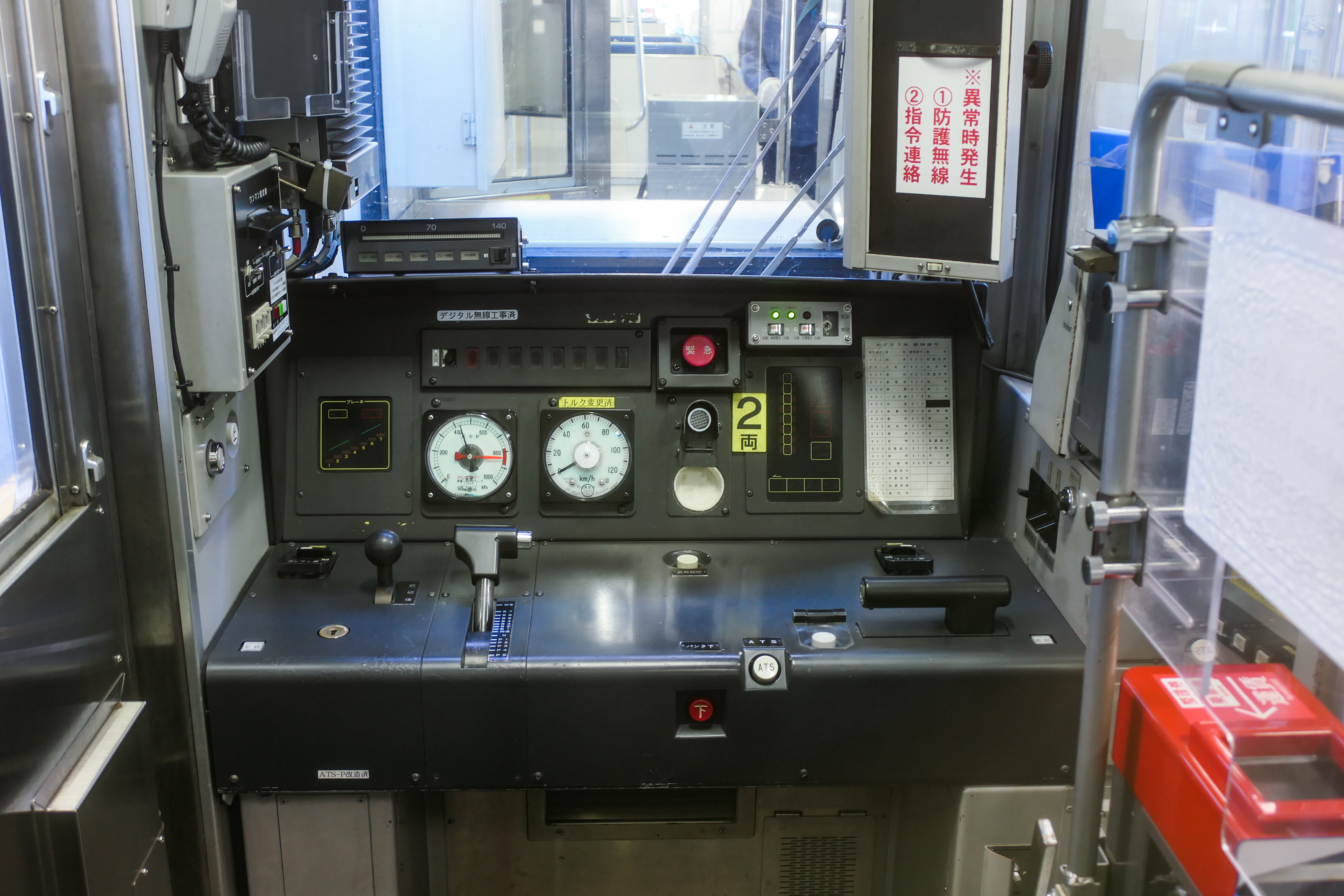
Cabine de conduite.